# Condado de Bristol (Rhode Island)
O condado de Bristol (em inglês:  Bristol County) é um dos cinco condados do estado norte-americano de Rhode Island. Não possui sede de condado e sua localidade mais populosa é Bristol. Foi fundado em 1747.

## Geografia
De acordo com o United States Census Bureau, o condado possui uma área de 116 km², dos quais 63 km² estão cobertos por terra e 53 km² por água.

## Demografia
Segundo o censo nacional de 2010, o condado possui uma população de 49 875 habitantes e uma densidade populacional de 797 hab/km². É o condado menos populoso de Rhode Island. Possui 20 850 residências, que resulta em uma densidade de 333,2 residências/km².
Das três localidades incorporadas no condado, Bristol é a mais populosa e também a mais densamente povoada, com 22 954 habitantes e 902 hab/km². Warren é a menos populosa, com 10 611 habitantes. De 2000 para 2010, a população de Bristol cresceu 2% e a de Warren reduziu em mais de 6%.
Juntamente com o condado homônimo (e contíguo) no estado de Massachusetts, é um dos dois condados do país com população maioritariamente portuguesa.